# Jean de Liège
Jean de Liège, também conhecido como Hennequin de Liège, foi um escultor da Bélgica ativo na França entre 1361 e 1382. Pertencia à escola franco-flamenga e foi aluno de Pepin de Huy. Deixou obras em Orleans, Rouen, Malbuisson e Senlis, sendo uma das mais conhecidas a estátua de Blanche da França.